# 輝きを忘れない
輝きを忘れない（かがやきをわすれない）は、1997年3月28日にTBS系で春のドラマスペシャルとして放送された。

## あらすじ
会社の花形長距離ランナーの裕子（松下由樹）は、ある日負傷してしまう。再起不能になった裕子は会社から冷たくされ、和彦（原田龍二）がいる営業部に異動する。

## キャスト
- 松下由樹
- 稲森いずみ
- 原田龍二
- 豊原功補
- 木村佳乃
- 田山涼成
- 北村総一朗
- 松澤一之
- 伊藤正博
- 峰岸徹
- 夏八木勲

## スタッフ
- 脚本:梅田みか
- ランニング指導:増田明美
- 協力:フォーチュン、東映ビデオスタジオ、東通
- プロデューサー:三宅川敬輔、下山潤
- 演出:日名子雅彦
- 製作:イースト、TBS